# Principios limitadores del derecho penal
Los principios limitadores del Derecho penal son aquellas directrices de la doctrina que le han impuesto barreras a la construcción del Derecho penal, de tal forma que éste no se extralimite y afecte el Estado de Derecho.

## Principio de intervención mínima
Según el principio de intervención mínima, el Derecho Penal debe tener carácter de última ratio por parte del Estado para la protección de los bienes jurídicos y sólo para los más importantes frente a los ataques más graves. 
El Derecho penal debe utilizarse solo en casos extraordinariamente graves (carácter fragmentario del Derecho penal) y sólo cuando no haya más remedio por haber fracasado ya otros mecanismos de protección menos gravosos para la persona (naturaleza subsidiaria).
Silva Sánchez afirma[cita requerida] que «el Derecho penal que debe cumplir el fin de reducción de la violencia social, ha de asumir también, en su configuración moderna, el fin de reducir la propia violencia punitiva del Estado. Esta reducción tiene lugar por dos maneras: sobre la base del principio utilitarista de la intervención mínima y sobre la base de los principios garantísticos individuales».

## Legalidad formal
Una ley penal válida es solamente aquella emitida por los órganos autorizados por la constitución para construir legislación penal. Es el principio de legalidad creado por Paul Johann Anselm Von Feuerbach bajo la expresión latina nullum crimen, nulla poena sine lege previa : no hay delito ni pena sin ley previa.
Los delitos y las faltas deben estar expresamente puestos en la ley penal, así como las penas y medidas de seguridad.
Art 25.1 del Constitución Española
Art 1. Código Penal
Las penas deben estar expresamente regulada por la ley como las medidas y se realizan bajo control de jueces y tribunales.5

## Los principios fundamentales del Derecho Penal
Los principios de intervención mínima.
En este principio interviene el poder social (el estado). Para determinar si ese derecho de intervención del estado en la creación de delitos y en la imposición de penas. Pero tiene un trámite, puesto que el objeto que se persigue al establecerlo y de que medios se vale para proteger los bienes jurídicos que debe amparar. Nuestra constitución lo expresa en el art. 8 acápite 5 que dice: "que a nadie se le puede obligar a hacer lo que la ley no manda, ni impedírsele lo que la ley no prohíbe. De ahí se dice que cada uno para conocer sus derechos y sus deberes no tiene otra guía que la ley para que reine el orden.
PRINCIPIO DE LEGALIDAD Que es de ley o resulta de la ley. Según Cuello Colon " conjunto de normas establecidas por el Estado que determinan los delitos, las penas y los medios de seguridad con que aquellos son sancionados.
PRINCIPIO DE CULPABILIDAD En su acepción estricta, el hecho de haber incurrido en culpa como condición de una responsabilidad penal o civil. Es necesario relacionar el acto no solo con la disposición legal que lo incrimina y sanciona sino también con la persona del sujeto activo del mismo y averiguar las circunstancias en medio de los cuales actuó y también su estado físico y mental.
El principio " nom bis in idem" No dos (2) veces sobre una misma cosa. Su explicación: La persona juzgada por un hecho no puede ser procesada otra vez en razón del mismo hecho. Significa: Que ninguna persona puede ser castigada nuevamente por los hechos que fueron objeto de una sentencia anterior. Puesto que el art. 2 acápite h de la constitución lo establece (es un derecho constitucional) " nadie podrá ser juzgado dos veces por la misma causa" ya que tiene la autoridad de la casa juzgada.
La Interpretación en Derecho Penal. El Derecho se ha definido desde el punto de vista subjetivo: como el derecho de castigo, de imponer penas al sentido real y propio. Tiene por fin el mantenimiento del orden jurídico. Es el conjunto de principios y reglas jurídicas que determinan las infracciones, las penas o acciones y los derechos al Estado con las personas con los motivos de la infracción o para prevenirlos. Desde el punto de vista objetivo como el conjunto de normas establecidas por el Estado que determinan los delitos, las penas y los métodos de seguridad con que aquellos son sancionados.
La Analogía. Sancionar los delitos cometidos por una infracción penal cometida.
Tema II
Teoría Jurídica del Delito
Históricamente ha sido siempre una valoración jurídica, tiene un concepto particular de aquello que considera fundamental para el mantenimiento del orden y de la vida social y establecer ciertas reglas de conductas como medida necesaria para la protección de los derechos erigidos en bienes jurídicos. Es decir en otras palabras este análisis enseña:" Para que haya una infracción es necesario que se haga lo que prohíben las leyes o no se haga lo que ordenan las mismas, entonces absolutamente es indispensable ante todo que realice un acto que lesione un bien jurídico y que ponga en peligro un bien jurídico". Otro como Enersto Beling la acción antijurídica culpable sometida a adecuada sanción penal y que tiene las condiciones de penalidad.
El delito ha sido considerado como un fenómeno natural o social y como un fenómeno jurídico que se ha caracterizado en todos los tiempos y lugares y así se ha tratado de hacer varios autores con garofalo, ingenieros y otros.
Para nuestro Derecho Penal Dominicano lo estudiamos como un fenómeno jurídico porque cuando se dice que para que haya infracción, es necesario que se haga lo que prohíben o no haga lo que ordenan las leyes, lo que indica que el delito es una creación de la ley.
Flagrante delito (artículo 41 Código Penal). El que se comete en la actualidad o acaba de cometerse. El caso en que el inculpado ser acusado por el clamor público. El que se halle con objetos, armas, instrumentos o papeles que hagan presumir ser autores o cómplice del delito, con tal que esto suceda en un tiempo próximo o inmediato al del delito. 
Conexos (artículo 235-236 Código Procedimiento Criminal)
Cuando por razón del mismo delito se hubiesen formado varios actos de acusación contra diferentes acusados, el fiscal podrá requiere la acumulación de ellos: y el presidente podrá ordenado de oficio.
Cuando el acto de acusación contenga varios delitos no conexos, el fiscal podrá requerir ordenado.
Clases de Delitos:
La clasificación de los delitos puede ser en simples y en colectivos o de hábito.
- Delitos simples: Aquellos que están integrados por un solo acto. Ejemplo la estafa, el robo, abuso de confianza.
- Colectivos o de Hábitos: Aquellos que están formados por un conjunto o serie de actos, ninguno de los cuales, si se les toma aisladamente, es delictuoso en sí. Ejemplos: la usura, la ocultación de malhechores, la mendacidad y la excitación de los menores a la licencia o a la corrupción.
- Delitos contravencionales (de simple policía)
- Cuasidelitos (que tienen carácter de falta intencional)
- Delitos complejos (infracción que supone la colaboración de varios actos materiales de distinta naturaleza Ej la estafa.
- Colectivo: Cometido por una multitud.
- Continuo: infracción cuya ejecución se prosigue durante un tiempo más o menos largo.
Sujeto, Tiempo y lugar de la acción
Es el sujeto activo del delito, no solo quien lo ejecuta totalmente, sino aquel que concurre materialmente o moralmente a su ejecución. Dijimos que el delito es una acción positiva y negativa, y que término (acto) supone que su realización es la obra de un ser dotado de voluntad, "el hombre", él puede ser el autor de una infracción.
El tiempo: Anteriormente, el antiguo Derecho Romano debido a una aberración que duro mucho tiempo se desarrolló el concepto subjetivo de la responsabilidad y se le imponían penas a los animales y aún a los casos como verdaderos sujetos de delitos.
Pero el delito históricamente, ha sido siempre una valoración jurídica y que ha cambiado atreves del tiempo y del espacio. En cada época y en cada país.

## Irretroactividad
La ley penal rige para el futuro, debe ser previa a la comisión del hecho, y los hechos cometidos antes de la vigencia de la ley no pueden ser perseguidos por esta. La ley penal es retroactiva solamente cuando es más benigna. 

## Máxima taxatividad legal e interpretativa
Este principio exige de los legisladores el mayor esfuerzo en precisión de redacción.  En falta a este principio, el juez tiene dos opciones: (1) declara la inconstitucionalidad de la ley, o (2) la interpreta de la forma en que más se restrinja el poder punitivo.

## Principios pro derechos humanos

### Lesividad
Lo que no le haga daño a nadie, no puede ser castigado por la ley. En todo delito debe haber un bien jurídico lesionado.
Exige que las consecuencias y repercusiones del hecho sean socialmente relevantes, que se proyecten en la sociedad.

### Humanidad
Todo castigo o pena debe estar libre de crueldades innecesarias. Esto incluye la tortura, los tratos crueles y degradantes.

### Trascendencia mínima
La pena no debe recaer en nadie más que la persona imputable. Los demás, especialmente su familia, no tienen que sufrir ni todo ni parte del castigo. Aun así, siempre hay una trascendencia, pero esta debe ser la mínima (por ejemplo, el reo ya no puede trabajar y por ende el sustento económico de la familia se arruina).
Históricamente, ha habido casos en que se ha aplicado el principio contrario, es decir, la trascendencia de la pena a personas distintas al culpable directo, generalmente en casos de parientes. El caso más conocido es la Sippenhaft alemana.

### Doble punición
En principio, no puede juzgarse a una persona dos veces por el mismo hecho. Por tanto, en derecho penal, a una persona no puede imponérsele dos penas con la misma finalidad; sin perjuicio de la concurrencia de responsabilidad civil o administrativa.